# Norse Air
Norse Air fue una aerolínea con base en Sandton, Johannesburgo, Sudáfrica. Efectuaba vuelos chárter de pasajeros y carga, así como alquiler de aviones y charters ACMI. Su principal base de operaciones era el Aeropuerto de Lanseria, Johannesburgo.

## Historia
La aerolínea comenzó a operar en 1992 y efectúa servicios en varios países, incluyendo Sudáfrica, Mauricio y Afganistán.

## Flota
La flota de Norse Air incluye las siguientes aeronaves (en abril de 2009):
- 2 × Raytheon Beech King Air 200
- 1 × Fairchild Metro 23
- 2 × Fairchild Metro III
- 1 × Saab 340A
- 1 × Saab 340B